# Fahad Al-Mehallel
Fahad Al-Mehallel (Riad, 11 de novembro de 1970) é um futebolista profissional saudita, atacante, militava no Al-Shabab.

## Carreira
Fahad Al-Mehallel fez parte do elenco da Seleção Saudita de Futebol da Copa do Mundo de 1994.

## Títulos
Arábia Saudita
- Copa Rei Fahd de 1992: - Vice
- Copa da Ásia de 1996